# 7 (cifră)

Șapte digital

Semnalul maritim internațional pentru 7

Caracterul cuneiform pentru cifra 7

Șapte este o cifră notată în scrierea arabă 7, sau romană VII, fiind un număr prim, impar, pozitiv. Cifra șapte se află în șirul crescător de numere naturale între cifra 6 și cifra 8, după valoare. În credința creștină cifra șapte simbolizează liniștea, milostivirea și pacea, aceasta fiind interpretată astfel deoarece șapte este suma dintre numerele trei (care îl reprezintă pe Dumnezeu) și patru (simbolul celor patru elemente, patru vânturi, sau cele patru puncte cardinale). 
Cifra apare frecvent în basme ca „Albă ca zăpada”, sau „Cele șapte minuni ale lumii”, „Cei șapte arhangheli”, „Zilele săptămânii”, „Facerea lumii”. Experiențele făcute cu privire la comportarea individuală au stabilit că este o cifră preferată de mulți, ca și culoarea albastră.

## În matematică
7
- Este al patrulea număr prim.
- Este un număr prim permutabil.[1]
- Este cel mai mic număr care nu poate fi reprezentat ca suma pătratelor a trei numere întregi.
- Este un număr prim Mersenne deoarece 23 − 1 = 7.[2]
- Este un număr prim factorial; 7 = 3! + 1.[3]
- Este un număr fericit.[4][5]
- Este un număr harshad în baze mai mari ca 6.[6][7]
- Este un număr Heegner.[8][9]

## Alte domenii
7 se poate referi la: 
- Prefixul telefonic internațional al Rusiei.[10]
- După 7 ani de căsătorie este aniversată nunta de lână sau nunta de cupru.[11]
- 7 zile are o săptămână (în majoritatea calendarelor).
- Numărul 7 apare de 58 de ori în Apocalipsa lui Ioan, prima sa apariție este în Apocalipsa 1:4.